# Zhang Chengdong
Zhang Chengdong (chiń. upr. 张呈栋; pinyin Zhāng Chéngdòng; ur. 9 lutego 1989 w Baoding) – chiński piłkarz występujący na pozycji obrońcy w Rayo Vallecano, do którego jest wypożyczony z Beijing Guo’an.